# W3C
World Wide Web Consortium (poznatija kao W3C) je organizacija koja se bavi standardizacijom tehnologija korištenih na webu. 
Osnovana je u listopadu 1994. godine u suradnji između Massachusetts Institute of Technology (MIT) i Europske organizacije za nuklearna istraživanja (CERN). Inicijator osnivanja je autor weba Tim Berners-Lee koji je u to vrijeme radio na CERNu.
Neki od najznačajnijih članova koji sudjeluju u radu W3Ca su AOL, Adobe, Apple, IBM, Macromedia, Microsoft i Sun Microsystems.
W3C djeluje kroz radne grupe te kreira i održava WWW standarde koji se nazivaju 'W3C preporuke (W3C Recommendations). W3C preporuke objavljuju se na W3C web stranicama. 
Osim toga W3C koordinira rad drugih organizacija za standardizaciju koje djeluju na istom području kao što su Internet Engineering Task Force, Wireless Application Protocols (WAP) Forum i Unicode Consortium.

## W3C standardi
Neki od poznatijih W3C standarda (preporuka) odnose se na sljedeće tehnologije:
- CSS – jezik za formatiranje izgleda sadržaja u HTMLu i XMLu
- HTML – jezik za prikaz informacija na web-u
- XHTML  - verzija HTMLa usklađena s pravilima XMLa
- XML – jezik za pohranu, opis i razmjenu podataka
- XML Schema – jezik za specificiranje strukture XML dokumenta
- SOAP – komunikacijski protokol za razmjenu informacija pomoću web servisa baziran na XMLu
- WSDL – jezik za opis web servisa baziran na XMLu
- SVG - jezik za opis dvodimenzionalne vektorske grafike

## Vanjske poveznice
- World Wide Web Consortium